# Дуб звичайний (Івано-Франківськ, вул. Матейки)
Дуб звича́йний — ботанічна пам'ятка природи місцевого значення в Україні. Розташована в межах міста Івано-Франківська, на вулиці Матейки, біля будинку № 64.
Площа 0,01 га. Статус надано згідно з рішенням облради від 11.01.2010 року № 991-35/2010. Перебуває у віданні Івано-Франківської міськради.
Статус надано з метою збереження вікового дерева — дуба звичайного (Quercus robur). Вік дерева понад 280 років.